# جاکومو بانچلی
جاکومو بانچلی (انگلیسی: Giacomo Banchelli؛ زادهٔ ۱۴ ژوئن ۱۹۷۳) بازیکن فوتبال اهل ایتالیا است.
از باشگاه‌هایی که در آن بازی کرده‌است می‌توان به باشگاه فوتبال فیورنتینا، باشگاه فوتبال کوزنتسا کالچو، باشگاه فوتبال آلساندریا، باشگاه فوتبال لودیجیانی کالچو، باشگاه فوتبال اودینزه، باشگاه فوتبال پیستویزه، باشگاه فوتبال کالیاری، باشگاه فوتبال رجانا، باشگاه فوتبال آتالانتا، و باشگاه فوتبال امپولی اشاره کرد.